# توماس اگری
توماس اگری (انگلیسی: Thomas Agyiri؛ زادهٔ ۲۸ آوریل ۱۹۹۴) بازیکن فوتبال اهل غنا است که پست خط میانی بازی می‌کند. وی در لیگ برتر فوتبال فنلاند در باشگاه فوتبال ایلوز بازی می‌کند.
از باشگاه‌هایی که در آن بازی کرده‌است می‌توان به باشگاه فوتبال منچستر سیتی و باشگاه فوتبال ژیل ویسنته اشاره کرد.